# Flinkwallaby

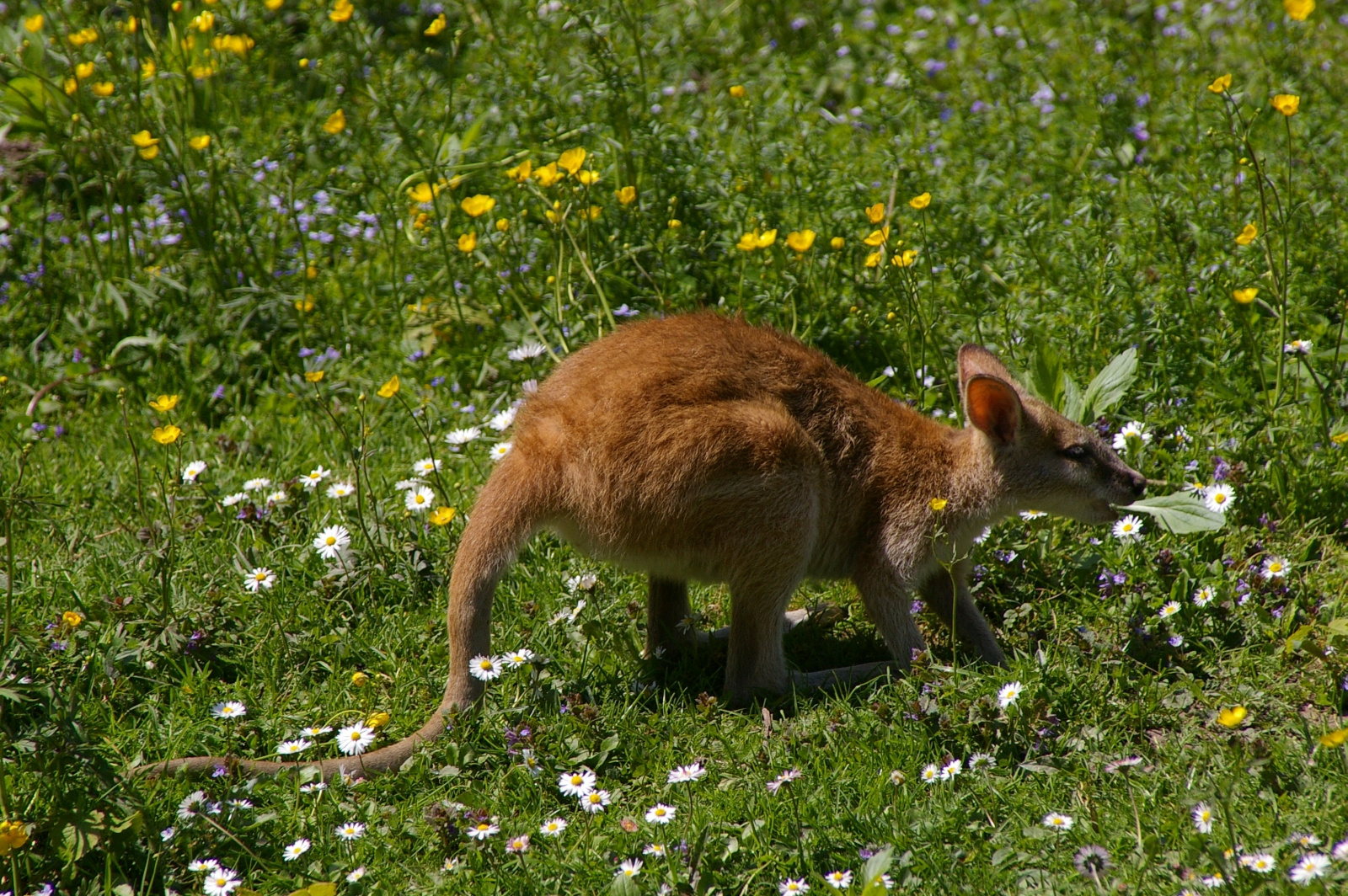
Flinkwallaby

Das Flinkwallaby (Notamacropus agilis) ist eine Känguruart aus der Gattung der Wallabys (Notamacropus). Es ist das größte Wallaby und das einzige, das neben Australien auch auf Neuguinea vorkommt.
Der Artzusatz im wissenschaftlichen Namen ist aus dem lateinischen Wort agilis (beweglich) gebildet.

## Merkmale
Das Fell der Flinkwallabys ist an der Oberseite gelbbraun gefärbt, die Unterseite ist heller. Darüber hinaus sind weiße Streifen an der Wange und an der Hüfte vorhanden. Wie bei den meisten Kängurus sind die Hinterbeine deutlich länger und kräftiger als die Vorderbeine, der Schwanz lang und muskulös und der Schädel langgestreckt. Diese Tiere erreichen eine Kopfrumpflänge von 60 bis 105 Zentimetern, der Schwanz kann bis zu 75 Zentimeter lang werden. Mit rund 20 Kilogramm werden Männchen deutlich schwerer als Weibchen, die rund 12 Kilogramm erreichen.

## Verbreitung und Lebensraum

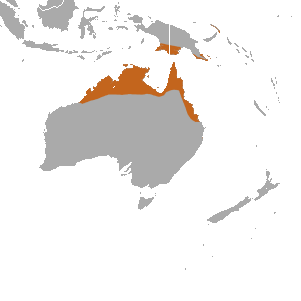
Verbreitungsgebiet des Flinkwallabys

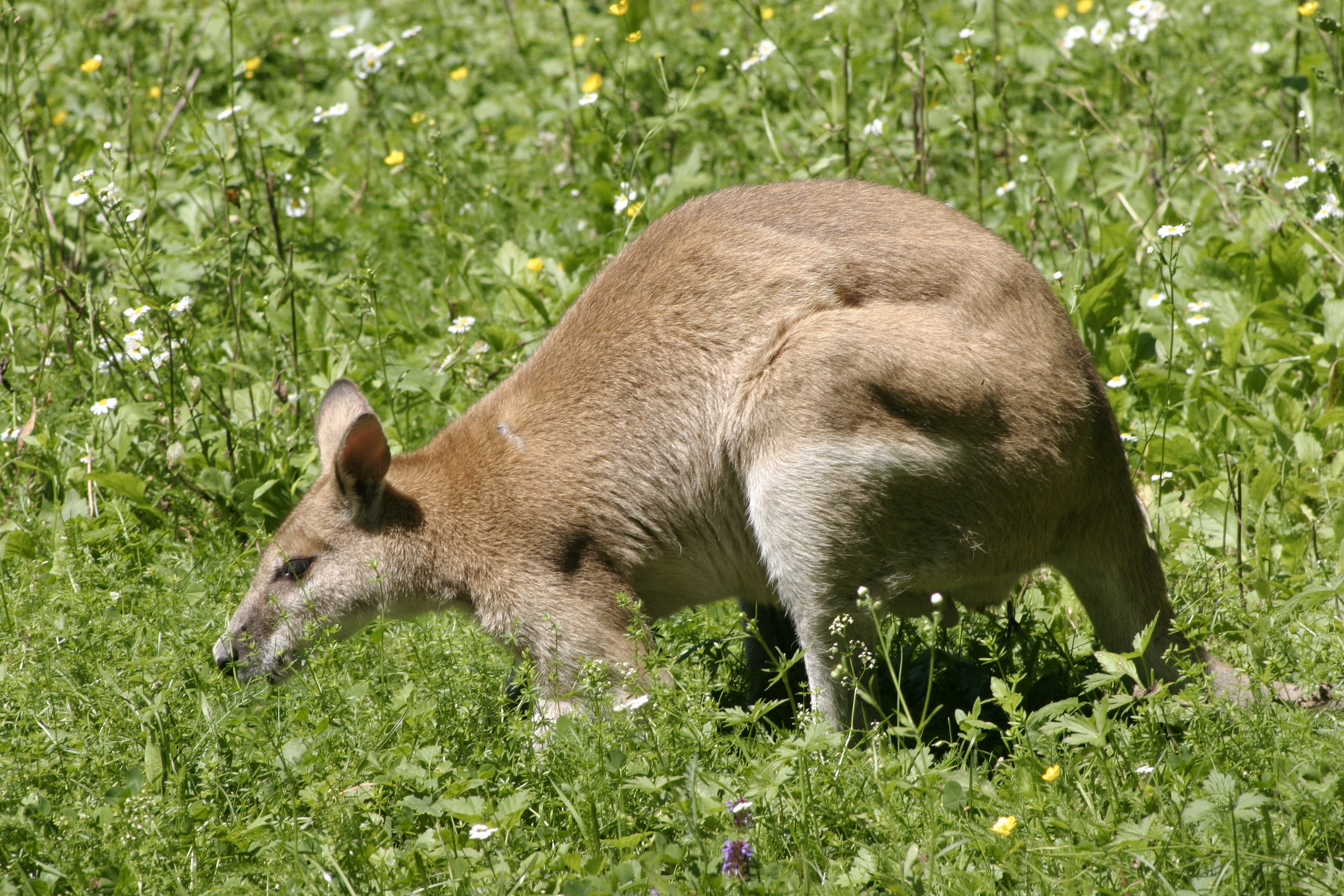
Flinkwallaby

Flinkwallabys sind im nördlichen Australien sowie auf Neuguinea verbreitet. In Australien erstreckt sich ihr Verbreitungsgebiet vom nordöstlichen Western Australia über das nördliche Northern Territory bis zum nördlichen und östlichen Queensland. In Neuguinea bewohnen sie die südlichen Landesteile sowie einige vorgelagerte Inseln. Als Habitat bevorzugen sie offene Wälder und Grasländer, sind aber nicht sehr anspruchsvoll in Bezug auf ihren Lebensraum.

## Lebensweise
Diese Kängurus sind oft in kleinen Gruppen von bis zu zehn Tieren zu sehen, die aber keine Sozialstrukturen aufweisen und auch nicht dauerhaft sind, es gibt aber auch einzelgängerisch lebende Tiere. Sie zeigen wie die meisten Kängurus kein Territorialverhalten und sind vorwiegend nachtaktiv.
Flinkwallabys sind Pflanzenfresser, die je nach Lebensraum und Jahreszeit unterschiedliche Pflanzen zu sich nehmen. In feuchteren Gebieten fressen sie Gräser, Blätter und Früchte, in trockenen Regionen verzehren sie auch Wurzeln und andere Pflanzenteile.

## Fortpflanzung
Flinkwallabys können sich das ganze Jahr über fortpflanzen, die meisten Geburten fallen jedoch in die Monate Mai bis August. Nach einer rund 29-tägigen Tragzeit bringt das Weibchen ein einzelnes Jungtier zur Welt. Dieses verbringt die ersten sechs bis sieben Monate durchgehend im Beutel der Mutter, nach sieben bis acht Monaten verlassen sie diesen endgültig und werden mit einem Jahr entwöhnt. Die Lebenserwartung in freier Natur beträgt bis zu zehn Jahren.

## Bedrohung
Im Gegensatz zu vielen kleineren Wallaby-Arten sind die Bestände der Flinkwallabys seit der Besiedlung Australiens durch die Europäer nur wenig zurückgegangen. Die IUCN listet sie als nicht gefährdet. In manchen Regionen haben sie sich dermaßen vermehrt, dass sie als Plage betrachtet werden.
Gegenwärtige Halter in Europa sind u. a. der Zoo Duisburg und der Tierpark Hellabrunn.

## Belege
1. ↑  
Conder & Strahan (Hrsg.): Dictionary of Australian and New Guinean Mammals. CSIRO PUBLISHING, 2007, ISBN 978-0-643-10006-0, S. 69 (englisch, Macropus agilis).
2. ↑  Flinkwallaby auf Zootierliste.de, abgerufen am 1. Januar 2022.